# Bocja karłowata
Bocja karłowata (Ambastaia sidthimunki) – gatunek słodkowodnej ryby karpiokształtnej z rodziny Botiidae. Początkowo była zaliczana do rodzaju Botia, a następnie Yasuhikotakia. Jej popularność w handlu dla potrzeb akwarystyki stała się jedną z głównych przyczyn zagrożenia wyginięciem. 

## Występowanie
Zachodnia Tajlandia. Dawniej dość szeroko rozprzestrzeniona. Współcześnie występuje na kilku stanowiskach w prowincji Kancanaburi.

## Opis
Ryby stadne, towarzyskie. Powinny przebywać w grupie przynajmniej kilku osobników. Mogą przebywać w akwariach wielogatunkowych. Żywią się bezkręgowcami, owadami i ślimakami, które sprawnie wydobywają z muszli. Dorastają do około 7 cm.

## Warunki w akwarium
| Zalecane warunki w akwarium | Zalecane warunki w akwarium                          |
| --------------------------- | ---------------------------------------------------- |
| Zbiornik                    | średni, gęsto obsadzony roślinami, wskazane kryjówki |
| Temperatura wody            | 24–28 °C                                             |
| Twardość wody               | miękka do średnio twardej 4–12°n                     |
| Skala pH                    | 6,0–7,2                                              |
| Pokarm                      | żywy, mrożony i suchy                                |